# Trichilia emetica
Trichilia emetica es un especie de árbol perteneciente a la familia Meliaceae. Es originaria de África. Recibe el nombre común de elcaija.

## Descripción
Es un arbusto o pequeño árbol, con las hojas de 28 cm de largo, con 9.11 foliolos, poco a densamente pubérulos por debajo con pelos cortos, débiles, rizados o flexuoso.

## Distribución y hábitat
Se encuentra en la sabana, y como vegetación mosaico de bosques y sabanas; a un altura de 10-1850 metros. 
Se distribuye por la Franja de Caprivi, Botsuana, Suazilandia, Sudáfrica, Arabia Saudita, Yemen.  Registrada en Angola.

## Ecología
Esta planta sirve de alimento a las larvas de la mariposa Charaxes brutus.